# San Vincenzo
San Vincenzo és un comune (municipi) de la província de Liorna, a la regió italiana de la Toscana, situat a uns 100 quilòmetres al sud-oest de Florència i a uns 50 quilòmetres al sud-est de Liorna. A 1 de gener de 2019 la seva població era de 6.738 habitants.
San Vincenzo limita amb els següents municipis: Suvereto, Piombino, Campiglia Marittima i Castagneto Carducci.